# Pyrgauchenia kinabalense
Pyrgauchenia kinabalense är en insektsart som beskrevs av Gustav Breddin. Pyrgauchenia kinabalense ingår i släktet Pyrgauchenia och familjen hornstritar. Inga underarter finns listade i Catalogue of Life.